# Abraham Sluijmers
Abraham Sluijmers (Wijk en Aalburg, 9 maart 1903 – Dongen, 11 augustus 1988) was een Nederlands politicus van de ARP.
Hij werd geboren als zoon van Elias Sluijmers (1868-1948, gemeentesecretaris van Wijk en Aalburg) en Adriana Arida Christiana Bleijenberg (1875-19??). Na de mulo ging hij begin 1923 werken bij de gemeentesecretarie van Wijk en Aalburg en bijna zeven jaar later maakte hij de overstap naar de gemeente Woudrichem. In 1935 werd hij daar eerste ambtenaar en waarnemend gemeentesecretaris. Begin 1954 overleed Chr. van Rijswijk, burgemeester-secretaris van die gemeente, waarna A.G.A. Dingemans Wierts hem opvolgde als burgemeester en Sluijmers de gemeentesecretaris van Woudrichem werd. Vanaf juni 1956 tot zijn pensionering in 1968 was Sluijmers de burgemeester van Stavenisse. Later verhuisde hij naar Dongen waar hij in 1988 op 85-jarige leeftijd overleed.